# Marina Torlonia di Civitella-Cesi
Marina Torlonia dei Principi di Civitella-Cesi (Roma, 22 ottobre 1916 – Piacenza, 15 settembre 1960) era un'aristocratica italiana-americana, tra i suoi discendenti anche Brooke Christa Camille Shields (New York, 31 maggio 1965).

## Famiglia
Marina Torlonia nacque a Roma, a Palazzo Núñez-Torlonia, figlia più giovane di Marino Torlonia, IV principe di Civitella-Cesi (1861-1933) e della moglie americana, Mary Elsie Moore (1889-1941), una figlia di Charles Arthur Moore, un broker di spedizione e produttore di attrezzi del Connecticut. La famiglia Torlonia guadagnò la sua fortuna nell'amministrazione delle finanze del Vaticano.
Ebbe tre fratelli e sorelle:
- Donna Olimpia Torlonia dei Principi di Civitella-Chesi (1909-1924)
- Don Alessandro Torlonia, V principe di Civitella-Cesi, marito dell'Infanta Beatriz di Spagna, zia di re Juan Carlos I di Spagna.[3]
- Donna Cristina Torlonia dei Principi di Civitella-Cesi (1913-1974)

## Matrimoni
Donna Marina Torlonia dei Principi di Civitella-Cesi si sposò due volte, i suoi mariti furono:
1. Francis Xavier Shields (1909–1975), giocatore americano di tennis amatoriale.[4] Si sposarono il 13 giugno 1940, a North Conway nel New Hampshire, e divorziarono nel 1950.[5] Gli Shields ebbero due figli: 
  - Francis Alexander Shields, (1942-2003) padre dell'attrice e modella Brooke Shields
  - Marina Shields
2. Edward W. Slater, un architetto e socio a Slater Chiat, che sposò il 29 dicembre 1950.[6] Ebbero un figlio:
  - Edward Torlonia Slater (born 1955).

## Morte
Marina Slater morì il 15 settembre 1960, in un incidente automobilistico a Piacenza, poco dopo aver lasciato il ricevimento di nozze di suo nipote Marco Torlonia, VI principe di Civitella-Cesi con la principessa Orsetta Caracciolo, nipote del regista Luchino Visconti. Nello stesso incidente perirono Raffaele Canevaro, Duca di Zoagli, sua suocera e l'autista mentre unica superstite fu la Duchessa di Zoagli Terry Camperio Canevaro.

Stemma dei principi Torlonia

## Ascendenza
|                                                      |                     |                                                    | Genitori                                                 |  |  | Nonni |  |  | Bisnonni                                               |  |  | Trisnonni                                       |  |
|                                                      |                     |                                                    |                                                          |  |  |       |  |  | Marino Torlonia, duca di Bracciano e Poli e Guadagnolo |  |  | Giovanni Torlonia, I principe di Civitella-Cesi |  |
|                                                      |                     |                                                    |                                                          |  |  |       |  |  | Marino Torlonia, duca di Bracciano e Poli e Guadagnolo |  |  | Giovanni Torlonia, I principe di Civitella-Cesi |  |
|                                                      |                     | Anna-Maria Schultheiss                             |                                                          |  |  |       |  |  | Marino Torlonia, duca di Bracciano e Poli e Guadagnolo |  |  |                                                 |  |
| Giulio Torlonia, II duca di Poli e Guadagnolo        |                     |                                                    |                                                          |  |  |       |  |  | Marino Torlonia, duca di Bracciano e Poli e Guadagnolo |  |  |                                                 |  |
|                                                      |                     | Donna Anna Sforza-Cesarini                         | Francesco Sforza-Cesarini, duca di Segni                 |  |  |       |  |  |                                                        |  |  |                                                 |  |
|                                                      |                     | Donna Anna Sforza-Cesarini                         | Francesco Sforza-Cesarini, duca di Segni                 |  |  |       |  |  |                                                        |  |  |                                                 |  |
|                                                      |                     | Donna Anna Sforza-Cesarini                         | Donna Gertrude Conti, duchessa di Poli e Guadagnolo      |  |  |       |  |  |                                                        |  |  |                                                 |  |
| Marino Torlonia, IV principe di Civitella-Cesi       |                     | Donna Anna Sforza-Cesarini                         |                                                          |  |  |       |  |  |                                                        |  |  |                                                 |  |
|                                                      |                     | Don Sigismondo, Principe Chigi della Rovere Albani | Principe Don Agostino Chigi della Rovere Albani          |  |  |       |  |  |                                                        |  |  |                                                 |  |
|                                                      |                     | Don Sigismondo, Principe Chigi della Rovere Albani | Principe Don Agostino Chigi della Rovere Albani          |  |  |       |  |  |                                                        |  |  |                                                 |  |
|                                                      |                     | Don Sigismondo, Principe Chigi della Rovere Albani | Principessa Carlotta Amalia Barberini-Colonna di Sciarra |  |  |       |  |  |                                                        |  |  |                                                 |  |
| Donna Teresa Chigi della Rovere Albani               |                     | Don Sigismondo, Principe Chigi della Rovere Albani |                                                          |  |  |       |  |  |                                                        |  |  |                                                 |  |
|                                                      |                     | Donna Leopoldina, Principessa Doria-Pamphilj-Landi | Don Luigi Doria-Pamphili-Landi, Principe di Valmontore   |  |  |       |  |  |                                                        |  |  |                                                 |  |
|                                                      |                     | Donna Leopoldina, Principessa Doria-Pamphilj-Landi | Don Luigi Doria-Pamphili-Landi, Principe di Valmontore   |  |  |       |  |  |                                                        |  |  |                                                 |  |
|                                                      |                     | Donna Leopoldina, Principessa Doria-Pamphilj-Landi | Donna Teresa Orsini                                      |  |  |       |  |  |                                                        |  |  |                                                 |  |
| Donna Marina Torlonia dei principi di Civitella-Cesi |                     | Donna Leopoldina, Principessa Doria-Pamphilj-Landi |                                                          |  |  |       |  |  |                                                        |  |  |                                                 |  |
|                                                      | William Ropes Moore | Francis Moore                                      |                                                          |  |  |       |  |  |                                                        |  |  |                                                 |  |
|                                                      | William Ropes Moore | Francis Moore                                      |                                                          |  |  |       |  |  |                                                        |  |  |                                                 |  |
|                                                      | William Ropes Moore | Sarah Cheever                                      |                                                          |  |  |       |  |  |                                                        |  |  |                                                 |  |
| Charles Arthur Moore                                 | William Ropes Moore |                                                    |                                                          |  |  |       |  |  |                                                        |  |  |                                                 |  |
|                                                      |                     | Caroline Van Ness                                  | Tunis Van Ness                                           |  |  |       |  |  |                                                        |  |  |                                                 |  |
|                                                      |                     | Caroline Van Ness                                  | Tunis Van Ness                                           |  |  |       |  |  |                                                        |  |  |                                                 |  |
|                                                      |                     | Caroline Van Ness                                  | Polly Goodrich                                           |  |  |       |  |  |                                                        |  |  |                                                 |  |
| Mary Elsie Moore                                     |                     | Caroline Van Ness                                  |                                                          |  |  |       |  |  |                                                        |  |  |                                                 |  |
|                                                      |                     | John Keyes Campbell                                | Benjamin Smith Campbell                                  |  |  |       |  |  |                                                        |  |  |                                                 |  |
|                                                      |                     | John Keyes Campbell                                | Benjamin Smith Campbell                                  |  |  |       |  |  |                                                        |  |  |                                                 |  |
|                                                      |                     | John Keyes Campbell                                | Sally Keyes                                              |  |  |       |  |  |                                                        |  |  |                                                 |  |
| Mary Campbell                                        |                     | John Keyes Campbell                                |                                                          |  |  |       |  |  |                                                        |  |  |                                                 |  |
|                                                      |                     | Betsey Sheffield                                   | George Sheffield                                         |  |  |       |  |  |                                                        |  |  |                                                 |  |
|                                                      |                     | Betsey Sheffield                                   | George Sheffield                                         |  |  |       |  |  |                                                        |  |  |                                                 |  |
|                                                      |                     | Betsey Sheffield                                   | Thirza Baker                                             |  |  |       |  |  |                                                        |  |  |                                                 |  |
|                                                      |                     | Betsey Sheffield                                   |                                                          |  |  |       |  |  |                                                        |  |  |                                                 |  |